# 9K31
9K31 ストレラ-1（露：9К31 Стрела-1）は、ソビエト連邦が開発した車載式の近距離防空ミサイル・システム。使用するミサイル弾体9M31は、有名な携帯式防空ミサイルシステムである9K32 ストレラ-2のミサイル弾体9M32の姉妹機種に当たるものであり、その4連装発射機および各種装置をBRDM-2偵察戦闘車に搭載した構成となっている。NATOコードネームはSA-9 ガスキン。
なお、「ストレラ」はロシア語で「矢」という意味、「ガスキン」は英語で「脛」という意味である。

## 来歴
9K31の開発は1960年7月25日より開始されたが、その開発工程は、姉妹機種である9K32と並行して進められることとなった。開発は、第16設計局（ОКБ-16）によって主導された。
当初は、いずれもが携行式のシステムとされるはずだったが、9K32が非常にコンパクトに完成できる見込みとなったことから、計画は変更されることとなった。新しい計画では、9K32は大隊階梯の主たる自衛防空システムとして、9K31は連隊階梯で既存のZSU-23-4自走式対空砲を補完するものとして、並行して配備されることとされた。この方針転換により、9K31に課せられていた開発上の制約の多くが大幅に緩和されたことから、システムは大型化・大重量化することとなった。
公試を成功裏に修了したのち、9K31 ストレラ-1・システムは、1968年4月25日に実戦配備を宣言された。また、1970年12月には、改良型のストレラ-1M・システムが配備されている。

## 設計
9K31 システムは、9M31 ミサイルと9A31自走発射機によって構成されている。また、システムにはしばしば9S16 フラットボックス低空警戒レーダーが連接されるが、こちらも9A31と同様にBRDM-2をベースとしている。

### 9M31
9M31は、姉妹機である9M32や、アメリカの同世代機であるFIM-43 レッドアイと同様、冷却装置をもたない硫化鉛（PbS）焦電素子による赤外線ホーミング方式を採用している。しかし、9M31においては、単純に赤外線の放射源を追尾するのではなく、自然環境において空に存在する赤外線の背景放射（2µm以下、0.4-0.7µmをピークとする）を利用して、この背景放射の空白部分を追尾するという、極めて変則的な手法が採用された。この手法は光学コントラスト効果ホーミング（英: optical photo-contrast homing, 露: фотоконтрастное наведение）と呼ばれており、9M31に対して、この世代の赤外線誘導型地対空ミサイルとしては唯一の全方位交戦能力を実現する一方で、信頼性の低下を招くことにもなった。
2.6kgの高性能炸薬による破片効果弾頭を搭載し、信管はRF近接信管である。推進方式は標準的な単段式固体ロケット・モーターであり、最大射程は6,500メートル、最大射高は3,500メートルである。なお、改良型のストレラ-1M・システムでは9M31M ミサイルが採用されているが、こちらは最大射程8,000メートル、最大射高6,100メートルに延伸されている。

### 9A31
9A31自走発射機は、基本的にBRDM-2偵察戦闘車に9M31 ミサイルの4連装発射機を搭載した設計となっている。BRDM-2は、自動車化狙撃兵連隊や戦車連隊の連隊本部で使用されていたことから、相互運用性を確保しておくことは有用であった。

## 配備

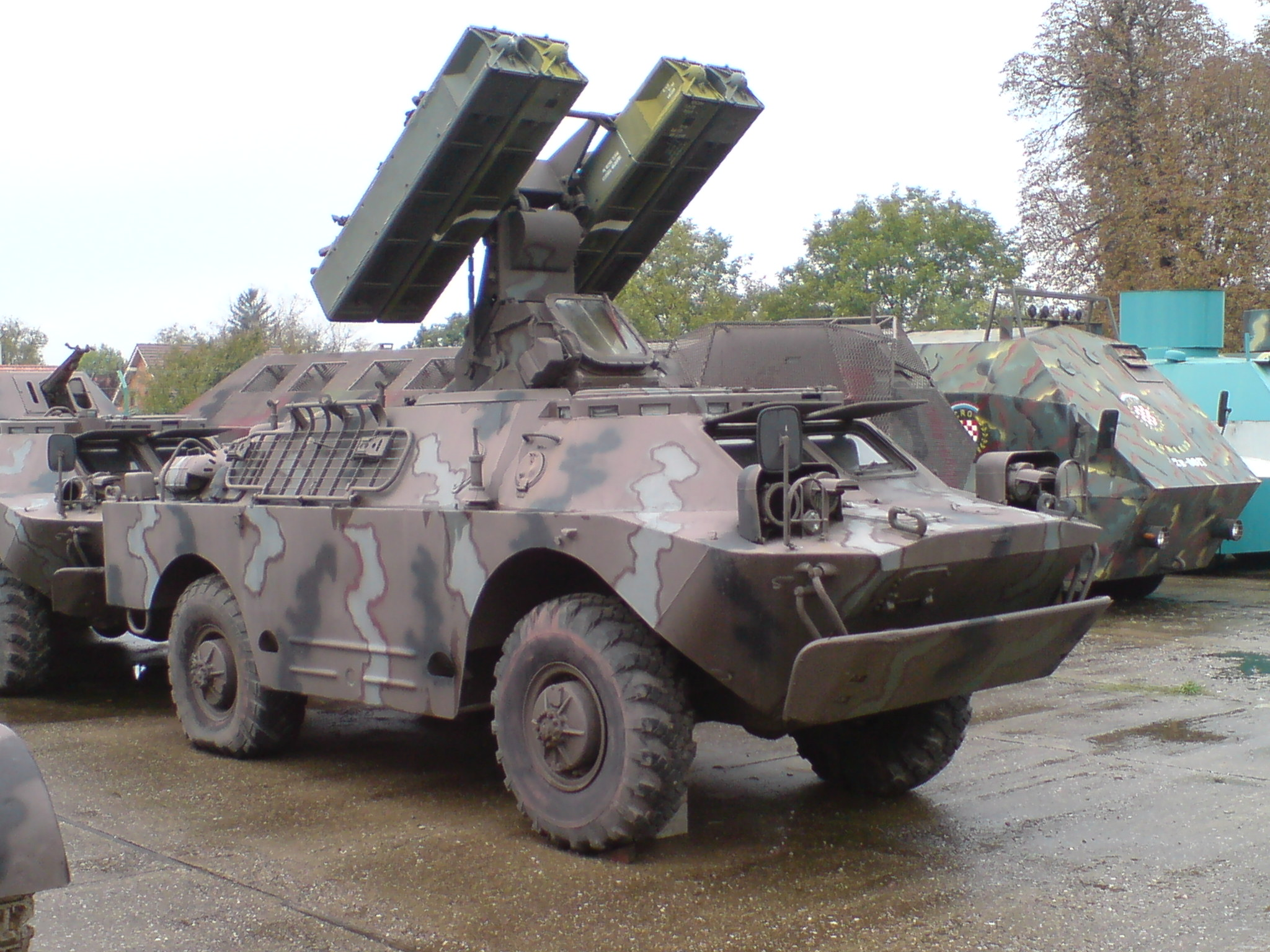
クロアチア軍の保有車両

9K31は、ソ連本国においては自動車化狙撃兵連隊や戦車連隊の最有力の防空手段として配備された。また、9K32 ストレラ-2よりも本格的だが、9K33 オサー短距離防空ミサイルよりも手軽な防空システムとして幅広く輸出された。現在のロシアにおいては、9K35 ストレラ-10（SA-13 ゴファー）によって更新されている。
- アルジェリア - 46[1]
- アンゴラ
- アルメニア
- ベナン - 4[2]
- ブルガリア - 50[2]、退役予定
- キューバ - 60[2]
- クロアチア
- ボスニア・ヘルツェゴビナ - 34+（5）
- エジプト - 20
- エチオピア
- ハンガリー - 28
- インド - 400[2]
- リビア - 60[2]
- モーリタニア - 4[2]
- モザンビーク
- ニカラグア
- ポーランド
- ルーマニア - 48（CA-95としてライセンス生産）
- 西サハラ[3]
- セルビア - 25
- シリア
- ウガンダ
- ウクライナ
- ウズベキスタン
- ベトナム
- イエメン

### 以前の運用国
- チェコスロバキア
- イラク
- スロベニア